# Sebastian Niżnik
Sebastian Piotr Niżnik (ur. 7 czerwca 1976 w Sanoku) – polski samorządowiec, od 2010 do 2014 starosta powiatu sanockiego, radny i od 2024 przewodniczący Rady Powiatu Sanockiego.

## Życiorys
Absolwent Zespołu Szkół Mechanicznych w Sanoku z 1996 (z tytułem technika mechanika, specjalność: naprawa i eksploatacja pojazdów samochodowych). W 2000 ukończył studia licencjackie na kierunku Socjologia organizacji i zarządzania w Wyższej Szkole Społeczno-Gospodarczej w Tyczynie, w 2002 Zarządzanie Zasobami Ludzkimi studia uzupełniające magisterskie na Akademii Górniczo-Hutniczej im. Stanisława Staszica w Krakowie, a w późniejszych latach czterokrotnie był absolwentem dwu-semestralnych studiów podyplomowych: w 2006 Zarządzania Funduszami i Projektami Unii Europejskiej na Uniwersytecie Jagiellońskim, w 2009 Akademii Liderów Samorządowych na Wydziale Prawa i Administracji na Uniwersytecie Warszawskim, w 2011 Szkoły Biznesu (Executive MBA) na Wydziale Mechanicznym, Instytut Technologii Maszyn i Automatyzacji Produkcji przy współpracy z Central Connecticut State University New Britain, Connecticut, USA na Politechnice Krakowskiej im. Tadeusza Kościuszki. Absolwent studiów podyplomowych z Zarządzania projektami na Szkole Głównej Handlowej w Warszawie w 2017 roku. W 2009 roku ukończył kurs zawodowy Zarządzanie informacją i komunikacją public relations w administracji samorządowej na Katolickim Uniwersytecie Lubelskim. Został absolwentem IX edycji Programu Szkoła Liderów Polsko-Amerykańskiej Fundacji Wolności w Warszawie w 2014 oraz stypendystą programu rządu Stanów Zjednoczonych w 2017 roku pod nazwą International Visitor Leadership Program.
Od 1997 do 2001 był prezenterem Radia Bieszczady. Był redaktorem naczelnym katolickiego tygodnika „Głos Ziemi Sanockiej”, wydawanego przy parafii Podwyższenia Krzyża Świętego i Matki Bożej Pocieszenia w Sanoku od 2 kwietnia do 29 października 2000. Od 2001 do 2002 prowadził działalność gospodarczą w zakresie dziennikarstwa pod nazwą Sanpress Sanok, od 2002 do 2004 zatrudniony w firmie Stomil Sanok – do 2003 na stanowisku specjalisty ds. rekrutacji, do 2004 na stanowisku specjalisty ds. funduszy pomocowych. Od początku 2005 do końca 2010 pracował jako sekretarz w urzędzie gminy Sanok. W marcu 2008 został członkiem Lokalnej Grupy Działania „Dolina Sanu” oraz wybrany przewodniczącym rady. W latach 2003–2005 był akredytowanym w Krajowym Systemie Przygotowań do Funduszy Strukturalnych Fundacji Edukacji Ekonomicznej w Warszawie. W 2006 Uzyskał Certyfikat Eksperta do spraw funduszy strukturalnych nadany przez Związek Powiatów Polskich. Dwa razy w latach 2008 i 2009 uzyskał tytuły Ambasadora wizerunku sieci Regionalnych Ośrodków EFS za całokształt działań w zakresie funduszy unijnych nadany przez Regionalny Ośrodek Europejskiego Funduszu Społecznego w Krośnie. W latach 2023 oraz 2024 pełnił funkcję szefa sztabu Wielkiej Orkiestry Świątecznej Pomocy w Sanoku.
Został politykiem Platformy Obywatelskiej. W wyborach samorządowych 2010 startował z listy KW Platforma Obywatelska i uzyskał mandat Rady Powiatu Sanockiego. Na pierwszej sesji rady 1 grudnia 2010 został wybrany na urząd starosty sanockiego. Bez powodzenia startował z ramienia KWW Nasza Gmina w wyborach uzupełniających na urząd wójta gminy Sanok, uzyskując w I turze głosowania wynik 1422 głosów na 4 937 oddanych i zajmując trzecie miejsce. W wyborach samorządowych w Polsce w 2014 uzyskał reelekcję w Radzie Powiatu Sanockiego, a ponadto startował na urząd burmistrza Sanoka z listy Komitet Wyborczy Wyborców Ruch Samorządowy na Rzecz Rozwoju Sanoka oraz do Rady Powiatu Sanockiego z listy KW Platformy Obywatelskiej i w I turze uzyskał wynik 8,92%. W wyborach samorządowych 2018 startował z listy KWW Demokraci Ziemi Sanockiej i ponownie uzyskał mandat radnego w Radzie Powiatu Sanockiego, zdobywając największą liczbę głosów spośród wszystkich kandydatów (2752). W wyborach samorządowych w 2024 ponownie uzyskał mandat radnego Rady Powiatu Sanockiego, zdobywając największą liczbę głosów spośród wszystkich kandydatów (2185). 7 maja 2024 został wybrany przewodniczącym Rady Powiatu Sanockiego.
Żonaty z Dorotą, ma czworo dzieci.

## Odznaczenia i wyróżnienia
- Medal XXX lecia Związku Żołnierzy Wojska Polskiego (2011)[30].
- Honorowa Złota Odznaka „Zasłużony dla Hufca ZHP Ziemi Sanockiej” (2011)[31]
- Srebrny Medal „Za zasługi dla obronności kraju” (1 sierpnia 2012)[32][33][34]
- Srebrny Medal Opiekuna Miejsc Pamięci Narodowej (2012, legitymacja nr 19363)[33]
- Srebrna Odznaka Za Zasługi dla Związku Weteranów i Rezerwistów Wojska Polskiego (2012)
- Honorowa Odznaka Pamiątkowa Nr 01, 21 Batalionu Logistycznego (2 października 2012)[35][36]
- Srebrna Odznaka Za zasługi dla Związku Żołnierzy Wojska Polskiego (2013)
- Pamiątkowy ryngraf Związku Rezerwistów (2011)[37]